# Società Toscana Industria Cucine Economiche
La Società Toscana Industria Cucine Economiche S.p.A., meglio conosciuta con l'acronimo STICE, è stata un'azienda italiana produttrice di elettrodomestici di Scandicci, in provincia di Firenze, appartenente al Gruppo Zanussi di Pordenone dal 1967 al 1970, quando fu incorporata nella medesima. 

## Storia
La Società Toscana Industrie Cucine Economiche fu fondata nel 1934 a Montevarchi, in provincia di Arezzo dai fratelli Varo e Aldo Girardi, proprietari di diversi negozi di ferramenta nella città valdarnina. La ditta si specializzò nella produzione artigianale di cucine economiche, che presto trovò la propria migliore collocazione sul mercato. Nel 1938-39, ai fratelli Girardi si aggiunse un terzo socio, Seravalli, e la ditta divenne società in nome collettivo ed assunse la ragione sociale Società Toscana Industria Cucine Economiche «STICE» di Girardi & Seravalli, le cui attività furono spostate a Firenze, in un capannone sito in via Circondaria, zona Rifredi. La produzione fu estesa a quella delle grandi cucine destinate alle comunità e per uso professionale.
Nel 1949, Seravalli abbandonò la società e gli subentrò Ali, e contestualmente avvenne la trasformazione in società per azioni e la ragione sociale divenne Società Toscana Industria Cucine Economiche S.p.A. Fu ampliato lo stabilimento, poiché la produzione fu estesa ai fornelli a gas e alle cucine economiche a gas. Nel 1958, fu abbandonata la produzione delle cucine economiche ed avviata quella dei primi frigoriferi. L'aumento del numero di addetti (arrivati a oltre 300) e della capacità produttiva avvenute in quel periodo, imposero il trasferimento delle attività in un nuovo stabilimento, che fu aperto nel 1963 a Scandicci.
Nel 1966, il numero di dipendenti era cresciuto a circa 420 unità, ma l'alluvione di Firenze che causò danni in molte aree della Toscana, colpì anche lo stabilimento STICE, che perciò fu costretta a sospendere la produzione per un certo periodo. L'azienda visse successivamente un periodo di difficoltà, e nel 1967 fu rilevata dalla Zanussi di Pordenone. La nuova proprietà ampliò gli stabilimenti e fece numerose assunzioni, con il numero di dipendenti che passava a circa 2.000 unità.
Nel 1969, fu cambiata la denominazione in GRINEL S.p.A., che l'anno seguente, nel 1970, fu incorporata e assorbita dalla capogruppo Zanussi.